# Kevin Darkus
Kevin Darkus (* 1962) ist ein ehemaliger US-amerikanischer Ringer. Er war Vize-Weltmeister 1985 im freien Stil im Bantamgewicht.

## Werdegang
Kevin Darkus stammt aus Erie, Pennsylvania. Er besuchte die Erie Cathedral Prep. High School und begann dort mit dem Ringen, wobei er sich auf den freien Stil spezialisierte. Er startete auch für den Cyclone Wrestling Club und wurde 1980 US-amerikanischer Juniorenmeister im Bantamgewicht. Nach dem Übertritt an die Pennsylvania State University startete er auch einige Male bei den NCAA Division I Collegiate Championships (= US-amerikanische Studentenmeisterschaft) und siegte bei dieser Meisterschaft im Jahre 1980 bei den Junioren (bis 18. Lebensjahr). 1982 belegte er bei den Senioren im Bantamgewicht den 2. Platz hinter Barry Davis und gewann im Jahre 1984 diese Meisterschaft im Bantamgewicht vor Joe McFarland und John Loomis.
1983 gelangen Kevin Darkus zwei bemerkenswerte Siege. Zunächst gewann er die „Northern Open“ und bezwang dabei seinen Angstgegner Barry Davis und dann belegte er auch bei den Midwest-Championships den 1. Platz und besiegte dabei den jungen John Smith (Ringer), der später zweifacher Olympiasieger und vielfacher Weltmeister wurde. 
Bei der US-amerikanischen Ausscheidung (Trials) für die Olympischen Spiele 1984 in Los Angeles belegte er hinter Barry Davis den 2. Platz und verpasste damit den Sprung zu den Olympischen Spielen. Im Jahre 1985 siegte Kevin Darkus bei den Trials für die Weltmeisterschaft in Budapest und startete dort im Bantamgewicht. Mit hervorragenden Kämpfen erreichte er dort das Finale, in dem er gegen den damals schier unbezwinglichen Sergej Beloglasow aus der UdSSR unterlag. Er konnte sich aber über den Vize-Weltmeistertitel freuen.
Im Jahre 1986 gewann Kevin Darkus die US-amerikanische Meisterschaft der AAU (Amateur Athleten Union) in Las Vegas. Im Finale bezwang er dabei Barry Davis. Im selben Jahr erreichte er auch bei den Goodwill-Games in Moskau den 2. Platz, bezwungen wieder nur von Sergej Beloglasow.
Nachdem er 1987 die Sunkist-Open in Phönix gewonnen hatte, wurde er 1988 zum zweiten Male USA-Meister im Bantamgewicht. Kevin Darkus beendete danach seine internationale Ringerlaufbahn, startete aber noch einige Jahre für die Minnesota Grizzlies in der US-amerikanischen Wrestling League (US-amerikanische Mannschaftsmeisterschaft).
Kevin Darkus arbeitet jetzt als Fitness-Instrukteur und Ringertrainer.

## Internationale Erfolge
(WM = Weltmeisterschaft, F = freier Stil, Ba = Bantamgewicht, damals bis 57 kg Körpergewicht)
- 1980, 1. Platz, Junioren-WM in Colorado Springs, F, Ba, vor Martin Herbster, BRD, Takao Kashiwase, Japan, Claes Andersson, Schweden und Ahmed Kassem, Ägypten;
- 1985, 2. Platz, WM in Budapest, F, Ba, hinter Sergej Beloglasow, UdSSR und vor Georgi Kaltschew, Bulgarien, Toshio Asakura, Japan, Kong Wee-Young, Südkorea und Alejandro Puerto Diaz, Kuba;
- 1986, 2. Platz, Goodwill-Games in Moskau, F, Ba, hinter Sergej Beloglasow und vor Stefan Iwanow, Bulgarien, Njamdawaagiin Ganbaatar, Mongolei, Toshikiyo Morishita, Japan und Ahmet Ak, Türkei;
- 1986, 2. Platz, World-Super-Championships (inoffiziell) in Tokio, F, Ba, hinter Sergej Beloglasow und vor Yutaka Kakuchiyama und Naohira Saito, bde. Japan